# Протасово (городской округ Мытищи)
Протасово — деревня в городском округе Мытищи Московской области России. Население — 145 чел. (2010).

## География
Расположена на севере Московской области, в северной части Мытищинского района, примерно в 26 км к северу от центра города Мытищи и 25 км от Московской кольцевой автодороги, рядом с каналом имени Москвы и входящим в его систему Икшинским водохранилищем.
В деревне 10 улиц — Ден-Сяо-Пина, Дом Творчества, Камышовая, Нижняя Масловка, Овражная, Пейзажная, Радужная, Сосновая, Суворова и Яблоневая. Связана автобусным сообщением с посёлком городского типа Икша Дмитровского района. Ближайшие населённые пункты — деревни Большое Ивановское, Бяконтово, Муракино и Рождественно.

## Население
| 1852 | 1859 | 1890 | 1899 | 1926 | 2002 | 2010 |
| ---- | ---- | ---- | ---- | ---- | ---- | ---- |
| 286  | ↘265 | ↗317 | ↗368 | ↗382 | ↘133 | ↗145 |

## История
Протасово, деревня 2-го стана, Государственн. Имуществ, 126 душ м. п., 160 ж., 39 дворов, 39 верст от Бутырской заставы, по Дмитровскому тракту, вправо 2 версты.— Нистрем К. Указатель селений и жителей уездов Московской губернии, 1852
В «Списке населённых мест» 1862 года — казённая деревня Московского уезда по правую сторону Дмитровского тракта (из Москвы в Калязин), в 37 верстах от губернского города и 23 верстах от становой квартиры, при речке Черноземихе, с 42 дворами и 265 жителями (131 мужчина, 134 женщины).
По данным на 1899 год — деревня Марфинской волости Московского уезда с 368 жителями.
В 1913 году — 60 дворов.
По материалам Всесоюзной переписи населения 1926 года — центр Протасовского сельсовета Трудовой волости Московского уезда в 5 км от Дмитровского шоссе и 8,5 км от станции Катуар Савёловской железной дороги, проживало 382 жителя (173 мужчины, 209 женщин), насчитывалось 76 хозяйств, из которых 71 крестьянское.
С 1929 года — населённый пункт в составе Коммунистического района Московского округа Московской области. Постановлением ЦИК и СНК от 23 июля 1930 года округа как административно-территориальные единицы были ликвидированы.
1929—1935 гг. — административный центр Протасовского сельсовета Коммунистического района.
1935—1960 гг. — административный центр Протасовского сельсовета Дмитровского района.
1960—1963, 1965—1994 гг. — административный центр Протасовского сельсовета Мытищинского района.
1963—1965 гг. — административный центр Протасовского сельсовета Мытищинского укрупнённого сельского района.
1994—2006 гг. — административный центр Протасовского сельского округа Мытищинского района.
2006—2015 гг. — деревня сельского поселения Федоскинское Мытищинского района.